# ديماس ديلغادو
ديماس ديلغادو (بالإسبانية: Dimas Delgado) مواليد 6 فبراير 1983 في سانتا كولوما دي جرامانيت، إسبانيا، هو لاعب كرة قدم إسباني. يلعب كلاعب وسط.

## المسيرة الاحترافية

### أندية لعب لها
- نادي برشلونة ب
- نومانسيا
- ريكرياتيفو

## روابط خارجية
- ديماس ديلغادو على موقع قاعدة بيانات كرة القدم.إي يو (الإنجليزية)
- ديماس ديلغادو على موقع Soccerway.com (الإنجليزية)
- ديماس ديلغادو على موقع AS.com (الإسبانية)